# デーブ八坂
デーブ八坂（デーブやさか、本名：八坂 英敏、1983年8月6日 - ）は、バラエティ番組を中心に活躍している放送作家。
吉本興業所属ライセンス（お笑いコンビ）の座付き作家でもある。株式会社アンダーパレス所属。

## 人物・来歴
大分県臼杵市生まれ。大分県立大分東高等学校卒業、専門学校東京アナウンス学院出身。
ハガキ職人として田村淳のオールナイトニッポン、雨上がり決死隊のべしゃりブリンッ！などで活動し放送作家を目指す。
1年間週に7日間バイト生活でお金を貯め、2005年にTBS「プライス４」でリサーチとして業界デビュー。
以降、リサーチ作家として2007年フジテレビ「エチカの鏡～ココロにキクTV～」、2008年「シルシルミシル」、2011年「マツコ有吉の怒り心党」などに参加。
2013年にリサーチ業務をやめ、構成作家としてバラエティ番組を中心に手掛けるようになり、現在に至る。
江戸文化歴史検定や信長戦国歴史検定を持つほどの歴史好き。
趣味は、日本史の本を読むことと復讐映画鑑賞。

## 担当番組

### 現在のレギュラー番組
- news zero（日本テレビ）
- 秘密のケンミンSHOW極（読売テレビ）
- 見取り図の間取り図ミステリー（読売テレビ）
- 川島・山内のマンガ沼（読売テレビ）
- サンドウィッチマン&芦田愛菜の博士ちゃん（テレビ朝日）
- タミ様のお告げ（TBS）
- THE神業チャレンジ（TBS）
- 何を隠そう・・・ソレが！（テレビ東京）
- 主治医が見つかる診療所（テレビ東京）
- ぽかぽか（フジテレビ）
- 呼び出し先生タナカ（フジテレビ）

#### 連載
- 実話BUNKAタブー コラム「デーブ八坂のバラエティー会議流行語辞典」

### 過去のレギュラー番組
- ワルイコあつまれ（NHK）

- お笑い実力刃presents 証言者バラエティ アンタウォッチマン！（テレビ朝日）

- THE MC3（TBS）

- お願い！ランキング presentsそだてれび（テレビ朝日）
- 櫻井・有吉THE夜会（TBS）
- 内村のツボる動画（テレビ東京）
- 新世界メタバースTV!!（テレビ朝日）
- ゼロイチ（日本テレビ）
- Tune（フジテレビ）
- ウチコマ（DMMTV）
- LOWRYS FARM 公式チャンネル（YouTube）

- 所JAPAN（関西テレビ）
- サンドナイツがプロ野球選手だけの居酒屋はじめました（テレビ東京）
- Musee du ももクロ（テレ朝動画）

- 声優パーク建設計画メタバース部（テレビ朝日）
- お願い！ランキング　火・木曜日（テレビ朝日）
- 声優パーク建設計画VR部（テレビ朝日）
- お笑い実力刃（テレビ朝日）

- ぴったんこカン・カン（TBS）
- 霜降りミキXIT（TBS）

- 目指せ！グローバルスター（日テレ）
- ジョブチューン（TBS）
- アノ人たちの作り方 〜なぜこうなった!?ファクトリー〜（フジテレビ）
- 言いにくいことをハッキリ言うTV（テレビ朝日）
- クイズ・ソモサン・セッパ!（フジテレビ）
- 侃侃諤諤（テレビ朝日）
- クイズ＄ミリオネア（フジテレビ）
- お願い!モーニング（テレビ朝日）
- ニュースな晩餐会（フジテレビ）
- 初めて○○やってみた（テレビ朝日）
- 橋下×羽鳥の番組（テレビ朝日）
- 浅草ベビ9（テレビ東京）
- りゅうちぇる×ちゃんねる（AbemaTV）
- オタ恋（BS朝日）
- お坊さんバラエティ ぶっちゃけ寺（テレビ朝日）
- バイキング（フジテレビ） 月曜
- KEYABINGO!2（日本テレビ）
- 下町ロケバラエティ番組 浅草うず九（テレビ東京）
- 得する人損する人（日テレ）
- 直撃!シンソウ坂上（フジテレビ）
- 和風総本家（テレビ大阪）
- 中居正広の身になる図書館（テレビ朝日）
- 梅沢富美男のズバッと聞きます!（フジテレビ）
- ワケあり!レッドゾーン（読売テレビ）
- 朝からみのもんた（読売テレビ）
- 林修の今でしょ!講座（テレビ朝日）
- 超かわいい映像連発!どうぶつピース!!（テレビ東京）
- サントリー CRAFT BOSS podcast

など

### 特別番組

#### 2025年
- 01.08　やりかたのウタ（中京テレビ）
- 01.25　坂上忍のゴールドラッシュ（フジテレビ）
- 02.02　アスラクションパーク（日本テレビ）
- 02.08　知識の扉よ開け！ ドア×ドア クエスト（TBS）
- 02.09　アスラクションパーク（日本テレビ）
- 03.08　知識の扉よ開け！ドア×ドア クエスト（TBS）
- 03.14　坂上サンドの東北旅 2025～地元民が誇りたい“会津スポット”ベスト10～（フジテレビ）
- 03.17　脚本家X（日本テレビ）
- 05.21　シャカリキ観光地（日本テレビ）
- 06.14　街録で笑っちゃったヨ！（テレビ東京）

#### 2024年
- 01.01　アゲジェネ！（フジテレビ）
- 01.05　川島人形代わりにやってあげる（フジテレビ）
- 03.08　坂上＆サンドの東北 行きあたりばっ旅（フジテレビ）
- 03.13　何を隠そう…ソレが！（テレビ東京）
- 04.08　ココロのナカイ（関西テレビ）
- 04.10　真剣オーディション（テレビ朝日）
- 04.12　はじめて東京物語（テレビ朝日）
- 04.20　ディープファミリー（フジテレビ）
- 04.20　令和ドリーマーたちの挑戦～夢を叶えるプロジェクト2024～（TOKYO MX）
- 05.08　みんなでKep1erヒストリーを作ろう！（YouTube）
- 05.31　令和ドリーマーたちの挑戦～夢を叶えるプロジェクト2024～（TOKYO MX）
- 06.15　中居正広の土曜日な会「返納する前に」（テレビ朝日）
- 06.17　家事エンス（TBS）
- 06.22　中居正広の土曜日な会「返納する前に」（テレビ朝日）
- 06.24　家事エンス（TBS）
- 06.29　中居正広の土曜日な会「返納する前に」（テレビ朝日）
- 07.06　中居正広の土曜日な会「返納する前に」（テレビ朝日）
- 07.13　中居正広の土曜日な会「あいつのスタッフロール」（テレビ朝日）
- 07.27　中居正広の土曜日な会「あいつのスタッフロール」（テレビ朝日）
- 07.27　アニメ沼（読売テレビ）
- 08.03　中居正広の土曜日な会「あいつのスタッフロール」（テレビ朝日）
- 08.10　中居正広の土曜日な会「あいつのスタッフロール」（テレビ朝日）
- 08.11　クイズ　タイムリープ（日本テレビ）
- 08.17　知識の扉よ開け！ドア×ドア　クエスト（TBS）
- 09.07　やりかたのウタ（中京テレビ）
- 09.14　やりかたのウタ（中京テレビ）
- 09.28　TESAKI（テレビ東京）
- 10.03　さや香コットンの東京モノ申す（テレビ朝日）
- 10.10　さや香コットンの東京モノ申す（テレビ朝日）
- 10.13　サンド気になるマン！街のスゴいアンタ（テレビ朝日）
- 10.17　さや香コットンの東京モノ申す（テレビ朝日）
- 10.18　知識の扉よ開け！ドア×ドア　クエスト（TBS）
- 10.21　ディープファミリー（フジテレビ）
- 10.24　さや香コットンの東京モノ申す（テレビ朝日）
- 10.28　家事エンス（TBS）
- 11.04　家事エンス（TBS）
- 12.04　加藤浩次＆中居正広の歴代日本代表286人が選ぶ この日本代表がスゴい！ベスト20（日本テレビ）
- 12.29　クイズ タイムリープ（日本テレビ）
- 12.31　上沼恵美子の見てるだけ（フジテレビ）

#### 2023年
- 02.18　「いいね！偉人のサムネイル」（中京テレビ）
- 02.25　「いいね！偉人のサムネイル」（中京テレビ）
- 02.25　「有吉ダマせたら10万円」（フジテrベイ）
- 03.26　「燃えろ！番狂わせスタジアム」（日本テレビ）
- 04.16　「イツマデモツカ」（日本テレビ）

- 05.21　「東野カレンと調べるプロたち」（フジテレビ）
- 06.11　「未来へのエウレカ」（テレビ東京）
- 06.24　「1ヶ月集めてみたミュージアム」（テレビ朝日）
- 06.25　「世界水泳福岡ウルトラツアー」（テレビ朝日）
- 06.30　「バカリズムのなつかCMクイズ あ～コレ何だっけ？」（テレビ東京）
- 07.23　「FNS27時間テレビ〜有吉ダマせたら10万円〜」（フジテレビ）
- 08.25　「何を隠そう…ソレが！」（テレビ東京）
- 09.11　「加藤浩次＆中居正広の 歴代日本代表256人が選ぶ『この日本代表がスゴい！』ベスト20」（日本テレビ）
- 10.16　「うちはうち！子育てのぞき見バラエティー」（日本テレビ）
- 10.31　「インサイド！プライムビデオ」（YouTube）
- 11.13　「インサイド！プライムビデオ」（YouTube）
- 11.26　「もしも法律が作れたら？」（日本テレビ）
- 12.02　「国民うもレア栄誉賞」（フジテレビ）
- 12.11　「アイス総選挙」（テレビ朝日）
- 12.17　「TVチャンピオン3」（テレビ東京）
- 12.28　「何を隠そう…ソレが！」（テレビ東京）

#### 2022年
- 01.01　「エンドロールで見っけ！このNIHONJINって誰？」（テレビ東京）
- 01.02　「どうして私がフラれたの？」（テレビ東京）
- 01.02　「明鏡止水～武のKAMIWAZA～」（NHK総合）
- 01.02　「とんねるずのスポーツ王は俺だ！！」（テレビ朝日）
- 01.17　「名所から一番近い家」（テレビ朝日）
- 01.23　「イラッと経済～あなたの不満が日本を変える！～」（テレビ東京）
- 02.20　「イラッと経済～あなたの不満が日本を変える！～」（テレビ東京）
- 03.24　「開店！有名人デパート」（フジテレビ）
- 03.31　「バイキングMORE（24時間過酷旅）」（フジテレビ）
- 04.16　「木村拓哉主演「未来への10カウント」第2話が見たくなる秘蔵映像大公開SP」（テレビ朝日）
- 04.17　「有吉さん！NEWSです」（日本テレビ）
- 04.22　「サンドの日本一めんどくさ～い料理店」（フジテレビ）
- 04.27　「水曜NEXT！カイゾー人間！増殖中（前編）」（フジテレビ）
- 05.01　「もったいないからヤれるとこまでやってみよう！」（テレビ朝日）
- 05.04　「水曜NEXT！カイゾー人間！増殖中（後編）」（フジテレビ）
- 05.14　「木村拓哉主演『未来への10カウント』 ボクシングだけじゃない胸アツシーン一挙大公開SP」（テレビ朝日）

- 05.25　「水曜NEXT！もっと評価されるべき審議会（前編）」（フジテレビ）
- 05.28　「コンビニ新ロングヒット商品　金のアイデア銀のアイデア」（テレビ大阪）
- 05.28　「木村拓哉主演ドラマ「未来への10カウント」 ついに最終章！芸人が現場潜入で大ハプニングSP」（テレビ朝日）
- 05.29　「日曜ビッグバラエティ　九死に一生の大救出劇」（テレビ東京）
- 06.01　「水曜NEXT！もっと評価されるべき審議会（後編）」（フジテレビ）
- 06.11　「審査員長・松本人志」（TBS）
- 07.09　「○○って言わせたい！」（テレビ朝日）
- 07.16　「ハナコの超集中！ふれるな！」（テレビ朝日）
- 08.06　「裏方ランキング」（フジテレビ）
- 08.31　「アニメ沼」（読売テレビ）
- 09.04　「もったいない百貨店」（テレビ朝日）
- 09.15　「アンタの地元でバズツアー」（読売テレビ）
- 10.01　「いいね！偉人のサムネイル」（中京テレビ）
- 10.02　「ファミリークエスト」（日本テレビ）
- 10.16　「いいね！偉人のサムネイル」（中京テレビ）
- 11.08　「激談ひとり」（フジテレビ）
- 11.15　「激談ひとり」（フジテレビ）
- 11.16　「世界最速！？グルメバラエティ10秒グルメ」（テレビ東京）
- 11.23　「水曜RISE！もっと評価されるべき審議会」（フジテレビ）
- 11.30　「水曜RISE！もっと評価されるべき審議会」（フジテレビ）
- 12.07　「水曜RISE！もっと評価されるべき審議会」（フジテレビ）
- 12.14　「水曜RISE！もっと評価されるべき審議会」（フジテレビ）
- 12.18　「CHANGE MAKER U-18 未来を変える高校生 日本一決定戦」（テレビ東京）
- 12.21　「水曜RISE！もっと評価されるべき審議会」（フジテレビ）
- 12.28　「水曜RISE！もっと評価されるべき審議会」（フジテレビ）
- 12.29　「芸能界2世スクール」（フジテレビ）

#### 2021年
- 01.02　「審査員長・松本人志」（TBS）
- 01.08　「明鏡止水～武のKAMIWAZA～」（NHKBSプレミアム）
- 01.10　「さんま・玉緒のあんたの夢かなえたろうか超特大SP」（TBS）
- 01.16　「発進！ミライクリエイター」（テレビ朝日）
- 02.11　「カウントダウン大河　青天を衝け」（NHK総合）
- 02.15　「お笑い二刀流MUSASHI」（テレビ朝日）
- 03.01　「近未来創世記 日本を救うヤバイ偉人」（日本テレビ）
- 03.14　「芸人記者ニュースマン」（フジテレビ）
- 03.25　「シンソウ坂上SP」（フジテレビ）
- 04.11　「イレロ（ジャンクSPORTS）」（フジテレビ）
- 04.13　「有吉ジャポンⅡ　ジロジロ有吉」（TBS）
- 04.18　「バカリ＆秋山のしんどい家に生まれました!!～今なら笑えるトンデモ人生～」（テレビ東京）
- 04.28　「審査員長・松本人志」（TBS）
- 05.18　「名所から一番近い家」（テレビ朝日）
- 05.23　「イレロ（ジャンクSPORTS）」（フジテレビ）
- 06.05　「世界イマキュンアカデミー」（テレビ朝日）
- 06.11　「金曜日のスマイルたち」
- 06.13　「うちのコ、知りませんか？～ペット探偵の事件簿～」（テレビ東京）
- 06.18　「金曜日のスマイルたち」（TBS）
- 06.24　「アンタの地元でバズ旅！」（読売テレビ）
- 07.04　「絆で見抜け！覆面パートナー」（フジテレビ）
- 07.11　「声優パーク建設計画VR部 バーチャル六本木 夏SP」（テレビ朝日）
- 09.13　「ワルイコあつまれ（NHK Eテレ）」
- 09.18　「エンドロールで見っけ！このNIHONJINって誰？」（テレビ東京）
- 09.13　「ワルイコあつまれ（NHK Eテレ）
- 09.21　「めざせ！グローバルスター」（日本テレビ）
- 09.27　「霜降りミキXITゴールデン」（TBS）
- 10.01　「まんぷくダービー」（TBS）
- 10.16　「マンガ沼＋」（読売テレビ）
- 10.17　「サンドの日本一めんどくさ～い料理店」（フジテレビ）
- 10.26　「学校へ行こう！2021」（TBS）
- 11.01　「THE TIME」SDGsプロジェクト（TBS）
- 11.01　「近未来創世記 日本を救うヤバイ偉人」（日本テレビ）
- 11.04　「名曲！2度聴きシアター」（テレビ東京）
- 11.06　「人生逆転クイズ」（フジテレビ）
- 11.07　「二宮ん家」（フジテレビ）
- 12.04　「劇団ひとりの国民生活ボヤキセンター」(関西テレビ)
- 12.10　「中居正広のキンスマスペシャル～何者なんだ？小栗旬×中居と初2Sトーク！親友・松本潤も登場～」（TBS）
- 12.19　「ハナコの超集中！ふれるな！」（テレビ朝日）
- 12.27　「テレビゲーム総選挙」（テレビ朝日）
- 12.29　「密着した日は教科書載った日」（テレビ朝日）
- 12.29　「快適！おウチの住連ちゃん」（フジテレビ）
- 東海オンエアYOUTUBE『TECHELOR（テチェラー）』
- 東海オンエアYOUTUBE『透視中』

#### 2020年
- 01.11　「ワケあり！ヒットゾーン」（読売テレビ）
- 01.12　「カウントダウン大河　麒麟がくる」（NHK BSプレミアム）
- 01.18　「カウントダウン大河　麒麟がくる」（NHK総合）
- 01.18　「名所から一番近い家」（テレビ朝日）
- 01.25　「名所から一番近い家」（テレビ朝日）
- 01.29　「駆け込み婚活パーティー ～こじらせ男女はマッチングできる？～」（テレビ朝日）
- 01.31　「ひろなかラジオ」（テレビ朝日）
- 02.05　「駆け込み婚活パーティー ～こじらせ男女はマッチングできる？～」（テレビ朝日）
- 02.18　「ザ・発言X～嫌われから大逆転の秘策告白SP」（日本テレビ）
- 03.07　「美人妻と怪獣夫～結婚した理由 教えてください～」（テレビ東京）
- 03.09～13 「バイキング～坂上忍の東北お手伝い旅」（フジテレビ）
- 04.03　「名所から一番近い家」（テレビ朝日）
- 06.27　「動画、はじめました　話題の美容！女子アナが試してみたSP」（テレビ朝日）
- 07.04　「Mr.スーツマンショー」（TBS）
- 08.01　「実況！決勝戦だけ見てみよう」（NHK総合）
- 08.15　「100時間後に事件が起こります」（テレビ朝日）
- 08.18　「はじめましてわたしを好きなひと2」（日本テレビ）
- 08.29　「100時間後に事件が起こります」（テレビ朝日）
- 08.29　「バカリ＆秋山のしんどい家に生まれました!!～今なら笑えるトンデモ人生～」（テレビ東京）
- 09.05　「審査員長・松本人志」（TBS）
- 09.19　「ノット・リリース・THE・マネー」（日本テレビ）
- 09.21　「キスマイ10周年でやれるかな？～テレビ朝日人気番組の裏側に潜入しちゃった3時間半SP～」（テレビ朝日）
- 09.21　「指原&みな実とフラれ美女」（TBS）
- 09.23　「有吉ギョーカイトラベル」（TBS）
- 09.23　「9windows」（日本テレビ）
- 09.26　「お笑いの日」（TBS）
- 10.17　「100時間後」（テレビ朝日）
- 10.31　「クイズ！！試験に出るニュース」（TBS）
- 11.03　「V6の愛なんだ2020」（TBS）
- 11.03　「うちのコ、知りませんか？～ペット探偵の事件簿～」（BSテレ東）
- 11.06　「まんぷくダービー」（TBS）
- 11.21　「名所から一番近い家」（テレビ朝日）
- 12.16　「バカリ＆秋山のしんどい家に生まれました!!～今なら笑えるトンデモ人生～」（テレビ東京）
- 12.23　「カズレーザーの図図図～秒で腑に落ちる鬼まとめ！禁断の知識13連発～」（テレビ東京）
- 12.29　「クイズゴッド～最強クイズ神を倒したら100万円～」（フジテレビ）
- 12.29　「スポッと爽快ゲーム！イレロ」（フジテレビ）
- 12.31　「知ってる時間 知らない時間」（フジテレビ）
- 12.31　「戦国大名総選挙」（テレビ朝日）

#### 2019年
- 01.02　「駆け込み結婚相談所」（テレビ朝日）
- 1〜2　「今日、好きになりました。〜今日好き部 第5弾〜」（AbemaTV）
- 02.16　「文化の時間2」（テレビ大阪）
- 02.24　「密着！4000時間　アーティスト香取慎吾2年間の軌跡」（TBS）
- 03.16　「婚活SOS駆け込み結婚相談所」（テレビ朝日）
- 04.04　「1000万回再生動画ランキングぜんぶ見た」（テレビ東京）
- 05.02　「ウチの子、ニッポンで元気ですか？」（TBS）
- 06.08　「サンドウィッチマンのバズれ！アスリートTuber」（日本テレビ）
- 07.05　「ぴったんこカン★カン　3Hスペシャル」（TBS）
- 07.09　「内村のツボる動画大賞」（テレビ東京）
- 08.12　「ぶっちゃけ寺　夏の３時間スペシャル」（テレビ朝日）
- 08.12　「笑アニさまがやってくる」（NHK総合）
- 08.20　「家のモノ全部出して！？3日でお家ダイエット」（テレビ東京）
- 7,8月　 「ひろなかラジオ」（AbemaTV）
- 09.12　「映像ビックリエイター ～ロバート秋山の動画新時代～」（読売テレビ）
- 09.15　「サンドウィッチマンのバズれ！アスリートTuber」（日本テレビ）
- 09.26　「ウチの子、ニッポンで元気ですか？」（TBS）
- 09.27　「ぴったんこカン★カンスペシャル」（TBS）
- 10.01　「ご当地麺総選挙」（テレビ朝日）
- 10.15　「不思議なNIPPONの歩き方」（関西テレビ）
- 10.22　「世界７７億人に発信！内村のツボる動画大賞」（テレビ東京）
- 11.01　「ひろなかラジオ」（AbemaTV）
- 11.17　「はじめましてわたしを好きなひと」（日本テレビ）
- 12.14　「仮面ライダーゼロワン劇場版公開記念特番」（CSテレビ朝日）
- 12.24　「ウチの子、ニッポンで元気ですか？」（TBS）
- 12.24　「笑アニさまがやってくる！ in福岡県北九州市」（NHK）
- 12.28　「国民10万人がガチ投票！戦国武将総選挙」（テレビ朝日）
- 12.31　「〆切カウントダウン」（フジテレビ）
- 12.31　「お坊さんバラエティ ぶっちゃけ寺 大晦日スペシャル」（テレビ朝日）

#### 2017年
- 01.01　「お笑い最強団体戦」（テレビ朝日）
- 01.07　「クイズおぼえてますか？」（フジテレビ）
- 01.12　「その時、チャンスは舞い降りた」（日本テレビ）
- 01.16　「中居正広VS芸能人50人！世代別クイズバトル　ジェネレーションチャンプ」（テレビ朝日）
- 01.30　「千原ジュニアの芸能人しか見ちゃいけないTV」（BSスカパー！）
- 02.04　「りゅうちぇるの失恋歌謡祭」（AbemaTV）
- 02.05　「企画力芸人2」（AbemaTV）
- 2月   　「相棒劇場版Ⅳ　番宣ミニ枠特番」（テレビ朝日）
- 02.19　「ワールドデンジャーインタビュー」（テレビ朝日）
- 02.27　「中居正広のスポーツ　号外スクープ狙います！」（テレビ朝日）
- 03.11　「生前親がお世話になりました」（テレビ大阪）
- 03.11　「週刊！バイキング」（フジテレビ）
- 03.27　「グレートコネクション」（日テレ）
- 03.29　「女子高生ミスコン　グランプリ発表」※演技脚本制作
- 04.04　「絶対カズレーザー　＃1本当に奇人ですか？」（テレビ朝日）
- 04.05　「篠崎愛の初体験ラボSP　篠崎愛VS吉木りさ因縁の７番勝負」（AbemaTV）
- 04.06　「ビートたけしの私が嫉妬したスゴい人」（フジテレビ）
- 04.11　「絶対カズレーザー　＃2本当に奇人ですか？」（テレビ朝日）
- 04.29　「セキララ夫人会　第2弾」（テレビ朝日）
- 05.18　「グサッとアカデミア」（日本テレビ）
- 05.20　「THEお題シアター」（フジテレビ）
- 05.26　「アッとホームビデオ」（フジテレビ）
- 08.10　「千原ジュニアの芸能人しか見ちゃいけないTV2」（BSスカパー！）
- 08.11　「クイズ！オトナVSコドモ」（フジテレビ）
- 08.14　「中居正広のスポーツ　号外スクープ狙います！」（テレビ朝日）
- 08.22　「映画トリガール～トリガールに隠された３つの疑惑」（読売テレビ）
- 08.26　「2４時間テレビ愛は地球を救う～チョーク工場～」（日本テレビ）
- 09.26　「芸能界スッカスカ博覧会」（MBS）
- 10.01　「FNS番組対抗 オールスター秋の祭典 目利き王決定戦」（フジテレビ）
- 11.11　「映画『泥棒役者』出演者の素顔大公開SP」（読売テレビ）
- 11.24　「我が子はコレでチャンピオンになりました～天才のスイッチ～」（テレビ大阪）
- 12.01　「梅沢富美男のズバッと聞きます！2」（フジテレビ）
- 12.09　「日曜ビッグバラエティ　ニッポンの激ヤバ地帯を大掃除！坂上忍のピカピカ団」（テレビ東京）
- 12.17　「立川志らくの発見！偉人にホントに会った人」（BS-TBS）
- 12.25　「あなたの手で渡辺直美のクリスマスパーティーの中身決めてみませんか？」(AbemaTV)
- 12.29　「和風総本家特別編　ハワイで見つけたMade in Japan」（テレビ大阪）
- 12.29　「バイキング・ザ・ゴールデン　2017年ニュースの主役に直撃！」（フジテレビ）

#### 2016年
- 01.04　「バイキング新春2時間SP」（フジテレビ）
- 01.15　「平成タイムジャンパー第３弾」（テレビ朝日）
- 02.11　「じゃない＃1」（日本テレビ）
- 02.18　「じゃない＃2」（日本テレビ）
- 02.14　「アレ誰が作ってるの？技ありギョーカイ神」（テレビ朝日）
- 02.28　「聞きにくい事を聞く～お金について聞きまくり！ゴールデン2時間SP～」（テレビ朝日）
- 03.21　「中居正広のミになる図書館～ゴールデン3時間！ 知らなきゃ良かったSP」（テレビ朝日）
- 03.23　「橋下×羽鳥の新番組始めます！」（テレビ朝日）
- 03.25　「林修の見れば納得！ギジンカイメイ」（NHK）
- 03.27　「SHIMANE PRIDE with EXILETRIBE 極島根」（BSフジ）
- 05.08　「その時チャンスは舞い降りた」（日本テレビ）
- 05.14　「一流が嫉妬したスゴい人」（フジテレビ）
- 05.30　「聞きにくい事を聞く～大ヒット商品の弱点を開発者が公開しちゃいますSP」（テレビ朝日）
- 06.05　「スカパー！160ch横断 未来予想クイズ第３弾」（BSスカパー！）
- 06.09　「グサッとアカデミア～中山＆林先生の女性に刺さる幸せ講義～」（日本テレビ）
- 06.12　「夢見る妄想シアター」（AbemaTV）
- 07.20　「美女ビンゴ」（テレビ朝日）
- 07.17　「ぶらぶら夢大陸」（フジテレビ）
- 07.17　「いいね動画シアター」（フジテレビ）
- 07.23　「2７時間テレビ　バイキングブロック」（フジテレビ）
- 07.30　「篠崎愛の初体験ラボハワイ３時間SP」（AbemaTV）
- 08.07　「夢見る妄想シアター2」（AbemaTV）
- 08.25　「林修の見れば納得！ギジンカイメイ2」（NHK）
- 08.27　「2４時間テレビ愛は地球を救う　家事えもん天気予報」（日本テレビ）
- 09.03　「宮根誠司のNEXT－SANIN」（山陰テレビ）
- 09.04　「中居正広のスポーツ　号外スクープ狙います！」（テレビ朝日）
- 09.06　「闘え！競合さん」（テレビ朝日）
- 09.11　「企画力芸人」（AbemaTV）
- 10.01　「その時チャンスは舞い降りた３」（日本テレビ）
- 10.10　「いつの間にやら進んでた」（日本テレビ）
- 10.23　「テレ朝経済バラエティ!売上を倍にした『黄金の知恵』日本企業10社全部見せます!」（テレビ朝日）
- 10.29　「（定期レギュラー）ミスターコンＴＶ」（AbemaTV）
- 10.30　「未来予想クイズ４」（BSスカパー！）
- 10.30　「夢見る妄想シアター３」（AbemaTV）
- 11.12　「爆笑いいね！動画シアター３」（フジテレビ）
- 11.26　「俺の社長」（AbemaTV）
- 11.27　「セキララ夫人会」（テレビ朝日）
- 12.16　「ワケありレッドゾーン～マニアが教える昇天グルメSP～」（読売テレビ）
- 12.19　「今しか聞けない歴史バラエティー　実話日本おとぎばな史」（TBS）
- 12.25　「どよめきマネー」（フジテレビ）
- 12.25　「グレートコネクション」（日本テレビ）
- 12.28　「バイキング　ザ・ゴールデン　坂上忍の怒れるニュースな芸能人」（フジテレビ）
- 12.28　「どうぶつピース３時間SP」（テレビ東京）
- 12.29　「あのニュースで得する人損する人年末４時間ＳＰ」（日本テレビ）
- 12.29　「和風総本家特別編　勝手口からお邪魔します　京都老舗の味巡り」（テレビ大阪）
- 12.30　「クイズ答えは1つ」（フジテレビ）

#### 2015年
- 01.04　「健診！メディカルランド」（フジテレビ）
- 01.12　「ぶっちゃけ寺　ゴールデン3時間SP」（テレビ朝日）
- 01.25　「1位じゃなくっていいじゃない」（テレビ東京）
- 01.25　「プロが唸るプロの仕事　くりぃむしちゅーのニッポンのベテラン」（テレビ朝日）
- 02.17　「あなたの知るかもしれない世界６」（フジテレビ）
- 02.25　「ワケありレッドゾーン　○○を極めたヤバイ奴ら大集合スペシャル」（読売テレビ）
- 05.30　「憤る人をなだめる まぁまぁマイクSP」（テレビ朝日）
- 05.31　「中居正広の号外スクープ狙います！羽生選手も真央ちゃんも黒田投手も秘蔵映像見せまくりＳＰ」（テレビ朝日）
- 06.15　「中居正広のミになる図書館ゴールデン芸能人が全員ショック受けまくりSP」（テレビ朝日）
- 06.16　「坂上忍のホンネJAPANが行く！香港＆マカオ」（フジテレビ）
- 07.12　「1位じゃなくっていいじゃない2～世界に誇る！ニッポンのイブシ銀～」（テレビ東京）
- 07.21　「和風総本家 特別編 誰も知らない大阪の職人探しの旅2」（テレビ大阪）
- 08.09　「ベツカク～別の角度で世の中を見る TV」（日本テレビ）
- 09.20　「知力 VS 運力 VS 予言力！ スカパー！160ch横断 未来予想クイズ」（BSスカパー！）
- 09.27　「ＴＨＥ・プッシュマン」（フジテレビ）
- 09.22　「テレ朝バラエティ部スマシプ！全然ゆるくないバスの旅秋の３時間ＳＰ」（テレビ朝日）
- 10.12　「ＴＢＳもさんまも６0歳　伝説のドラマ＆バラエティー全部見せます！夢共演も大連発ＳＰ」（TBS）
- 10.16　「誰にも表彰されない ギョーカイ神記録」（テレビ朝日）
- 10.24　「聞きくい事を聞くＳＰ」（テレビ朝日）
- 11.03　「中居スポーツ号外スクープ狙います！」（テレビ朝日）
- 12.02　「久本雅美の業界スクープ〜誰も知らない日本を発見！〜」（BS日テレ）
- 12.06　「聞きにくい事を聞く 生放送SP 人気 芸人がガチで対決 取材力NO.1決定戦」（テレビ朝日）
- 12.13　「関根さん家と博多さん家のお悩み解決ショー」（関西テレビ）
- 12.15　「和風総本家特別編 誰も知らない大阪の職人探しの旅3」（テレビ大阪）
- 12.23　「今田耕司のGapWalker」（フジテレビ）
- 12.26　「知力 VS 運力 VS 予言力！ スカパー！160ch横断 未来予想クイズ2」（BSスカパー！）
- 12.29　「一流が嫉妬したスゴい人」（フジテレビ）
- 12.31　「ダラケ！カウントダウン　生放送SP」（BSスカパー！）

#### 2014年
- 01.04　「世界一ビックリ人間と暮らそう！」（フジテレビ）
- 01.04　「夏目の定点観測」（テレビ朝日）
- 01.04　「夏目と右腕　進撃の巨人スペシャル」（テレビ朝日）
- 01.11　「大きなお世話TV」（テレビ朝日）
- 10.21　「林修先生の今やるハイスクール　4人のスーパードクター達との対決SP」（テレビ朝日）
- 02.04　「闘病プレゼン　今だから語れるエピソード～私は00病になりました」（フジテレビ）
- 02.12　「午前零時の岡村隆史　岡村日本ツーリスト（前編）」（TBS）
- 02.15　「大きなお世話TV2」（テレビ朝日）
- 02.15　「林修の考古学塾」（WOWOW　サイト「W流」内で放送）
- 02.18　「玉の輿に乗ったのにどん底に落ちたオンナたち」（テレビ朝日）
- 02.19　「午前零時の岡村隆史　岡村日本ツーリスト（後編）」（TBS）
- 02.25　「ワケありレッドゾーンSP　00を極めたヤバい奴ら大集合SP」（読売テレビ）
- 03.09　「SMAP３番組が夢のコラボ！中居正広・草彅剛・香取慎吾 テレ朝SMAPバラエティー部『スマシプ」（テレビ朝日）
- 03.15　「テレビ朝日開局55周年記念「宮本武蔵」第一夜　事前PR番組」（テレビ朝日）
- 03.16　「テレビ朝日開局55周年記念「宮本武蔵」第二夜　事前PR番組」（テレビ朝日）
- 03.25　「林修の今でしょ！講座　林修ｖｓスーパードクター　人間の臓器ってスゴい3時間スペシャル」（テレビ朝日）
- 03.26　「クイズの日！ミラクル９ｖｓQさま！！タイムショックで最終決戦！3時間SP」（テレビ朝日）
- 03.30　「ミッドナイト感謝祭もってけダービー2014」（TBS)
- 04.06　「中居正広の超一流スポーツ選手20人が自分でスポーツ界のスクープ話しちゃいますSP」（テレビ朝日）
- 04.08　「ワロスタシー」（TBS）
- 04.26　「平成タイムジャンパー」（テレビ朝日）
- 04.27　「No.1のナンバーワン」（日本テレビ）
- 05.24　「大きなお世話ＴＶ３」（テレビ朝日）
- 07.12　「初めて○○やってみた　国民が撮影した初めての瞬間映像一気に大放出2時間ＳＰ」（テレビ朝日）
- 07.19　「お願いランキングpresentsテレ朝夏祭りの面白さを徹底調査生放送SP」（テレビ朝日）
- 08.01　「ドラえもん知識王NO1決定戦SP」（テレビ朝日）
- 08.08　「ＳＴＡＮＤ ＢＹ ＭＥ ドラえもん 宣伝番組」（テレビ朝日）
- 08.12　「紅リサーチ」（テレビ朝日）
- 08.12　「マネー選択　３ＤＯＯＲＳ　～ベタに生きるすべての人へ～」（テレビ朝日）
- 09.01　「不躾ですが、あなたのドキドキの瞬間に立ち会わせて下さい」（テレビ東京）
- 09.08　「中居正広のミになる図書館 　本当は不動産屋さんが教えたくないウラ情報 大暴露SP!」(テレビ朝日)
- 09.27　「拡散希望中」（テレビ朝日）
- 10.07　「ワケありレッドゾーン！○○を極めたヤバい奴ら大集合SPⅡ」（読売テレビ）
- 10.10　「話題になりそうな夜」(フジテレビ)
- 10.20　「中居正広のミになる図書館　個人情報を守れ!メール･携帯･犯罪&最新詐欺スクープSP」(テレビ朝日)
- 11.25　「和風総本家特別篇　誰も知らない大阪の職人探しの旅」（テレビ大阪）
- 11.29　「平成タイムジャンパー2」（テレビ朝日）
- 12.13　「ぶっちゃけ寺　お坊さんにいろいろ聞いてみた1時間SP」（テレビ朝日）
- 12.24　「日本ナヤンデル連合～聖夜のタスケマスSP」（テレビ朝日）
- 12.28　「年末！カラダを大掃除　ニッポンの湯治旅スペシャル」（テレビ朝日）
- 12.30　「なるほど業界人事交流！覗いてみた３つのドア」（テレビ朝日）
- 12.31　「ぶっちゃけ寺　大晦日にお坊さんに色々聞いてみたSP」（テレビ朝日）

#### 2013年
- 01.01　「新春アスリート頂上決戦Show　Gutsスポーツ」（テレビ東京）
- 01.01　「TVチャンピオンお正月ＳＰ　レゴブロック王選手権　ザ・レジェンド」（テレビ東京）
- 01.02　「ソモサン⇔セッパ　2013ニューイヤーズオープン」（フジテレビ）
- 01.02　「へりくつ男といいわけ女」（フジテレビ）
- 01.05　「アッシュクヒストリー」（フジテレビ）
- 03.02　「ナゼこうなった!?アノ人たちの進化論」（フジテレビ）
- 03.11　「ハレバレとんねるず 略してテレとん」（テレビ東京）
- 04.01　「トキハカネナリ2」（日本テレビ）
- 04.04　「明石家さんまのずっとあなたが好きだった４」（TBS）
- 04.13　「ソモサン⇔セッパ！目指せ！春のやわらか脳SP」（フジテレビ）
- 05.11　「ソモサン⇔セッパ！男と女やわらか脳はどっちだSP」（フジテレビ）
- 06.14　「あなたの知るかもしれない世界５」（フジテレビ）
- 06.29　「世界すごろく」（フジテレビ）
- 08.02　「学べる婚活バラエティー！天野ひろゆき結婚への道」（TBS）
- 08.06　「今やるハイスクール」（テレ朝）　2か月限定レギュラー
- 08.12　「よくぞ行きましたＴＶ」（テレビ朝日）　2か月限定レギュラー
- 09.04　「事実は小説より奇なり」（テレビ朝日）
- 09.13　「今やる！ハイスクール　ネオバラSP」（テレビ朝日）
- 10.04　「明石家さんまのファンタジスタ」（TBS）
- 10.13　「ＧＯＴＡＧＯＴＡマネー」（テレビ朝日）
- 11.24　「タカアンドトシ&茂木健一郎のもしものドッキリで脳みそダマしちゃうぞＳＰ」(テレビ朝日)
- 12.07　「侃侃諤諤～最近気になることを侃侃諤諤しまくったよＳＰ～」（テレビ朝日）
- 12.08　「ミッドナイトＱさま」（テレビ朝日）
- 12.13　「林修先生の今やるハイスクールＳＰ　百田尚樹ベストセラーの作り方」（テレビ朝日）
- 12.22　「知らなかった!!林先生の誰も教えてくれない日本語」（フジテレビ）
- 12.27　「テレビこすられたＧＰ～201３年最もＴＶに出た○○は何だ!?ＳＰ」（テレビ朝日）
- 12.31　「林修先生の今やるハイスクールＳＰ」（テレビ朝日）

#### 2012年
- 01.02　「一緒にするな！」（フジテレビ）
- 01.04　「完全制覇！全種類TV！コンプリ11」（日本テレビ）
- 02.19　「セレブレーション」（TBS）
- 03.16　「世間に飛び出せ！バナナ藩」（テレビ朝日）
- 04.29　「ナニコレ珍百景 ～番外編 ネプが行く京都珍スポット巡りの旅～」（テレビ朝日）
- 05.01　「あなたの知るかもしれない世界2」（フジテレビ）
- 05.05　「はじめてグランプリ」（日本テレビ）
- 05.31　「明石家さんまのずっとあなたが好きだった３」（ＴＢＳ）
- 07.12　「いいね！ヤバイ家族」（TBS）
- 07.15　「最強一休王決定戦　THE・TONCHI」（フジテレビ）
- 08.10　「あなたの知るかもしれない世界３」（フジテレビ）
- 08.12　「ここ掘れワンワン！」（日本テレビ）　＊8.12～9.30　限定レギュラー
- 09.10　「ハレバレとんねるず略してテレとん」（テレビ東京）
- 09.13　「新都市伝説ジャパンコード」（フジテレビ）
- 09.19　「お客様の声を番組にしちゃいました！快傑企業グッジョブ！」（ＴＢＳ）
- 09.20　「７ＤＡＹＳチャレンジ～人間の７日間の限界を生放送で大発表ＳＰ」（ＴＢＳ）
- 12.04　「見るだけで食べたくなるＯＫＡＺＵ－ＴＶ」（テレビ東京）
- 12.04　「あなたの知るかもしれない世界４」（フジテレビ）
- 12.27　「ＥＸＩＬＥサプライズ大忘年会ＳＰ」（ＴＢＳ）

#### 2011年
- 01.02　「プレッシャーゲート」（フジテレビ）
- 01.03　「そんな人じゃねぇ！」（日本テレビ）
- 01.05　「ヘタリストミュージアム」（関西テレビ）
- 01.17　「たべもの大図鑑」（テレビ朝日）
- 03.05　「ザ・トラブルシューター～笑う裁判所～」（フジテレビ）
- 03.27　「芸能人が見た！天然マジかよ！？スクープ」（TBS）
- 03.31　「クイズ＄ミリオネア～春のＳＰ～」（フジテレビ）
- 04.05　「世界一気になるＴＶ」（フジテレビ）
- 04.12　「THE・誤解遺産」（TBS）
- 05.21　「忙しすぎる人の為の!!４0字」（フジテレビ）
- 06.03　「本当のエコを考える地球旅行～明日へのチカラ～」（日本テレビ）
- 06.10　「世界超ド級まるわかりスクープ社」（日本テレビ）
- 06.19　「デジタルくんとアナログさん」（テレビ朝日）
- 07.14　「いきものがたり」（TBS「スパモク」）
- 07.21　「なるほど！４コマ理論」（テレビ東京）
- 07.24　「シューイチPRESENTSテレビ６0年　「これまで」「これから」カウントダウン」（日本テレビ）
- 08.18　「芸能人が見た！天然マジかよ!?スクープ」（ＴＢＳ）
- 08.25　「明石家さんまのずっとあなたが好きだった」（ＴＢＳ）
- 09.15　「DEBUT～日本人が今はじめてみたい事BEST10～」（テレビ大阪）
- 09.25　「美人シングルマザー～運命の婚活旅SP～」（TBS）
- 10.15　「もしものピンチ教習所」（日本テレビ）
- 11.13　「忘れちゃアカン!ニッポン進化遺産～今と昔を比べるテレビ～」（テレビ朝日）
- 11.26　「世界名作！ファンタジーランド」（日本テレビ）
- 12.22　「明石家さんまのずっとあなたが好きだった2」（TBS）
- 12.30　「世間に飛び出せ！バナナ藩」（テレビ朝日）
- 12.30　「あなたの知るかもしれない世界」（フジテレビ）

#### 2010年
- 03.27　「榊原郁恵・横山めぐみのスペインわがまま旅」（フジテレビ）
- 03.09　「クイズ＄ミリオネア新世代からの挑戦状ＳＰ」（フジテレビ）
- 04.17　「ザ★レジェンド」（日本テレビ）
- 05.09　「ダイジョブ軍団イイ隊ンダー」（テレビ朝日）
- 07.22　「ペットが行きたがる診療所」（ＴＢＳ）
- 08.21　「名医と巡る！体がヨクナール学園東北食べ尽くし旅」（フジテレビ）
- 08.22　「くらべる！世界なんでも勢力図」（フジテレビ）
- 12.27　「キュンキュン　だからモテる！恋のキュンテク２０１０」（MBS）

#### 2009年
- 01.30　「クイズ$ミリオネア最強頭脳が再集結!生であの人も参戦SP（フジテレビ）」
- 03.11　「最強いいわけ列伝！今すぐ使えるとっさの言葉５０連発」（TBS）
- 03.20　「ＡＢＣショートムービーＣＭグランプリ」（朝日放送）
- 06.06　「緊急追跡あの有名人チェンジ人生５０連発」（テレビ朝日）
- 08.11　「ノックアウトハウス　生き残れるヤツは誰だ」（TBS）
- 09.15　「クイズ$ミリオネア　クイズも政権交代!?新ルールにエリート集団が挑戦SP（フジテレビ）」
- 09.28　「ギモンスタジアム」（フジテレビ）
- 10.31　「うわさまぁ～ず　噂を信じちゃいけないよっ！」（日本テレビ）
- 12.27　「ＤＯＯＲＳ２００９厳冬」（TBS）

#### 2008年
- 03.16　「事件ＴＶ」（BSフジ）
- 03.27　「恐怖のアポなし訪問者　和田アキ子の今晩泊めろよバカヤロー！」（TBS）
- 03.27　「スーパー$ミリオネア2008年春!みのもんた絶体絶命SP」（フジテレビ）
- 09.21　「ＤＯＯＲＳ２００８」（TBS）
- 12.09　「クイズ$ミリオネア 旬な男たちが大集合SP」（フジテレビ）

#### 2007年
- 04.07　「日本偉人大賞」（フジテレビ）
- 09.27　「DOORS 2007」（TBS）
- 10.06　「写真物語　第2弾」（フジテレビ）

#### 2006年
- 05.27　「プライス・アドベンチャー」（TBS）
- 12.27　「史上最大のラーメン王座決定戦　麺王」（TBS）
- 12.30　「写真物語　第１弾」（フジテレビ）

#### 2005年
- 04.05　「企画工房・プライス４」 （TBS）